# Suddie
Suddie är en ort i regionen Pomeroon-Supenaam i norra Guyana. Orten hade 678 invånare vid folkräkningen 2012. Den ligger vid atlantkusten, cirka 17 kilometer söder om Anna Regina.